# 般若
仏教用語の般若（はんにゃ）とは、サンスクリット語: प्रज्ञा, prajñā（プラジュニャー）、パーリ語: पञ्ञा, paññā（パンニャー）に由来し、全ての事物や道理を明らかに見抜く深い智慧のこと。
仏教瞑想の文脈では、すべての物事の特性（三相）、すなわち無常、苦、 無我を理解する力であるとしている。大乗仏教においては、それは空（シューニヤ）の理解であるとしている。
- 三学のひとつ（戒、定、慧）[3]。
- 五根のひとつ（信、精進、念、定、慧）
- 六波羅蜜（菩薩が悟りに達するために修める）のひとつ（般若波羅蜜）。他の五波羅蜜を成り立たせる根拠として最も重要な位置を占める[1]。

## 原語と漢訳
「般若」は梵: prajñāの音写であり、波若、般羅若、斑若、鉢若、鉢羅枳嬢などとも書く。漢訳は慧、智慧、明（みょう）など。

## 上座部仏教
アビダンマ注釈書では、般若には次の３種類があるという。
1. 聞所成慧 (Pāli: suta-maya-paññā): 書籍や聴講による知識、知恵。
2. 思所成慧(Pāli: cinta-maya-paññā): 思考や理論的推論による知識、知恵。
3. 修所成慧 (Pāli: bhāvanā-maya-paññā) : 直接的なスピリチュアル経験から得た知識、知恵。5世紀の上座部仏教注記者ブッダゴーサは、この種の知識は高度な瞑想への没頭（禅定）から得られるとしている。[6]

20世紀タイの僧侶、アチャン・リー（Ajahn Lee Dhammadharo）は、その最初の2つを理論レベルのダルマ、最後の1つは実践レベルのダルマと分類している。
アビダンマでは、般若を取得する7つの方法を示している。
1. 賢い人に尋ねる
2. 物事をきれいに保つ
3. 五根（信、精進、念、定、慧）のバランスをとる。
4. 愚かな人を避ける
5. 賢い人と付き合う
6. 法を振り返って分析する
7. 知恵の発達に傾倒する心を持つ

### ヴィパッサナー
ヴィパッサナー瞑想の文脈において般若は、すべての物事の本質的な3つの特徴（三相）、すなわち無常、 苦、 無我を理解する能力として記されている。ブッダゴーサは、般若の役割を「個々の状態の本質」を理解することで、「無明の闇から脱出する」ことであると述べている。

「一切の形成されたものは無常である」（諸行無常）と 
智慧（paññāya）をもって観るときに、ひとは苦から厭い離れる。これが清浄への道である。

「一切の形成されたものは苦である」（一切皆苦）と 
智慧をもって観るときに、ひとは苦から厭い離れる。これが清浄への道である。

「一切の事物は無我である」（諸法非我）と 
智慧をもって観るときに、ひとは苦から厭い離れる。これが清浄への道である。
—ダンマパダ, パーリ仏典, 20	Maggavaggo, Sri Lanka Tripitaka Project

## 大乗仏教

### 共般若と不共般若
声聞、縁覚・菩薩のために共通して説かれた教えを共般若（ぐばんにゃ）といい、菩薩のためにのみ説かれた教えを不共般若（ふぐうはんにゃ）という。

### 観照般若と実相般若
一切法の真実絶対の姿を観照して知りぬく智慧を観照般若といい、般若の智慧によって観照された対境としての一切法の真実絶対の姿を実相般若という。

### 三般若・五種般若
三般若と呼ばれるものに下記の2つがある。
- 観照般若と実相般若に方便般若を加えた3つ
- 観照般若と実相般若に文字般若を加えた3つ

観照般若・実相般若・文字般若に、境界般若と眷属般若を加えた5つを五種般若という。

## 仏典における扱い

### 大智度論
『大智度論』 (44) に次のように言及されている。